# Los Amiales
Los Amiales är en ort i Mexiko.   Den ligger i kommunen Tonalá och delstaten Jalisco, i den centrala delen av landet, 400 km väster om huvudstaden Mexico City. Los Amiales ligger 1 606 meter över havet och antalet invånare är 662.
Terrängen runt Los Amiales är platt åt sydväst, men åt nordost är den kuperad. Runt Los Amiales är det ganska tätbefolkat, med 239 invånare per kvadratkilometer. Närmaste större samhälle är Guadalajara, 17,7 km väster om Los Amiales. I omgivningarna runt Los Amiales växer huvudsakligen savannskog.